# Веньчан (космодром)
19°36′52″ пн. ш. 110°57′04″ сх. д. / 19.614491666667° пн. ш. 110.95113333333° сх. д.
Центр запуску супутників Веньчан (кит.: 文昌卫星发射中心, англ. Wenchang Satellite Launch Center (WSLC)) — перспективний четвертий китайський космодром на острові Хайнань.

## Розташування космодрому
Розташований в районі міста Веньчан на північно-східному узбережжі острова Хайнань. Вибір цього місця як майданчика для будівництва нового космодрому обумовлено, насамперед, двома факторами: близькість до екватора, забезпечує переваги в початковому імпульсі при запуску космічних ракет, та розташуванням на березі моря з великою кількістю зручних бухт, необхідних для доставки ракет-носіїв «Великий Похід 5» від заводу в Тяньцзіні (Tianjin) до місця запуску найдешевшим і єдиним доступним видом транспорту — морським.

## Історія космодрому
Полігон на острові Хайнань відомий давно. Він розташований на півдні Китаю в Південно-китайському морі і має координати: 19 град. пн.ш. і 109,5 град. с.д. Відомості про нього з'явилися в 1988 році у зв'язку із запусками з цього полігону чотирьох зондуючих ракет Zhinui — 1. Але до 1999 р. пуски висотних ракет робилися рідко і він набув статусу другорядного. Тому усіх здивувало повідомлення про те, що острів Хайнань може стати головним китайським центром по запуску супутників. З пропозицією про будівництво нового космодрому на острові Хайнань виступив в 2000 році директор комісії з науки і технологій Китайської ракетної академії Лонг Юхао на форумі по китайських космічних технологіях в Пекіні.

## Перспективи космодрому
Наявні зараз у Китаю три космодроми знаходяться в материкових важкодоступних районах Китаю. Таке їх розташування не забезпечує належної безпеки запусків для навколишніх територій і створює певні труднощі при транспортуванні ракет-носіїв. За заявою Лонга Юхао, космодром на острові Хайнань зможе вирішити ці проблеми. Цей космодром матиме наступні переваги:
- Це буде найпівденніший китайський космодром, його відносна близькість до екватора дозволить збільшити вантажопідйомність РН за рахунок повнішого використання відцентрової сили обертання Землі.
- Він буде розташований на острові і відпрацьовані ступені ракет, а також ракети, що потерпіли аварію, падатимуть в море, а не на населені пункти.

Стартові споруди будуть побудовані поблизу міста Веньчан за 3 км від узбережжя. Два малі острови на сході, в 35 і 70 км від берега, можуть використовуватися під пункти стеження. Комплекс матиме два стартові столи, перший з них зможе обслуговувати РН сімейства CZ — 2E і CZ — 3/3A.
Планується побудувати будівлю вертикальної збірки і перевозити носії до місця старту в повністю зібраному виді.
Будівництво стартового комплексу, технопарку і зони відпочинку для туристів на острові Хайнань вже веде на комерційній основі фірма Hainan New Century International Commercial Space Ltd. Розрахункова вартість будівництва становить 500 млн дол.
Новий космодром на острові Хайнань стане основним для запусків КА на геостаціонарні орбіти. Фахівці висловлюють думку, що у разі успішної реалізації хайнанського проекту, усі три старі китайські космодроми будуть закриті.
Майбутній космічний центр по проекту займе територію площею 20 км² на першій стадії і розшириться до 30 км² — на другій. Найважливіша його частина — район стартових комплексів, як планувалося, буде розташовуватися в безпосередній близькості біля міста Лунлоу, для чого всіх його жителів, а також жителів сусіднього селища Дунцзяо, загальною кількістю близько 6100 чоловік, китайський уряд планує відселити в безпечні райони Китаю. Іншою частиною космічного центру повинен стати грандіозний тематичний космічний парк площею 407 га для залучення туристів, які зможуть спостерігати звідси за запусками.

## Стартові комплекси
Достойменно відомо про будівництво двох стартових комплексів. Один із них зможе обслуговувати запуск ракет-носіїв сімейства «Великий Похід». В перспективі планується будівництво третьої стартової позиції. Є неофіційні дані про місцезнаходження перших двох стартових комплексів:
| - Стартовий комплекс I 2k1 - Стартовий комплекс II 2k2 | (Селище Західний Діюань) (Селище Уху) | 19°37′10.59″ пн. ш. 110°56′51.76″ сх. д. / 19.6196083° пн. ш. 110.9477111° сх. д. 19°37′31.25″ пн. ш. 110°57′13.91″ сх. д. / 19.6253472° пн. ш. 110.9538639° сх. д. |